# Leipziger Teilung

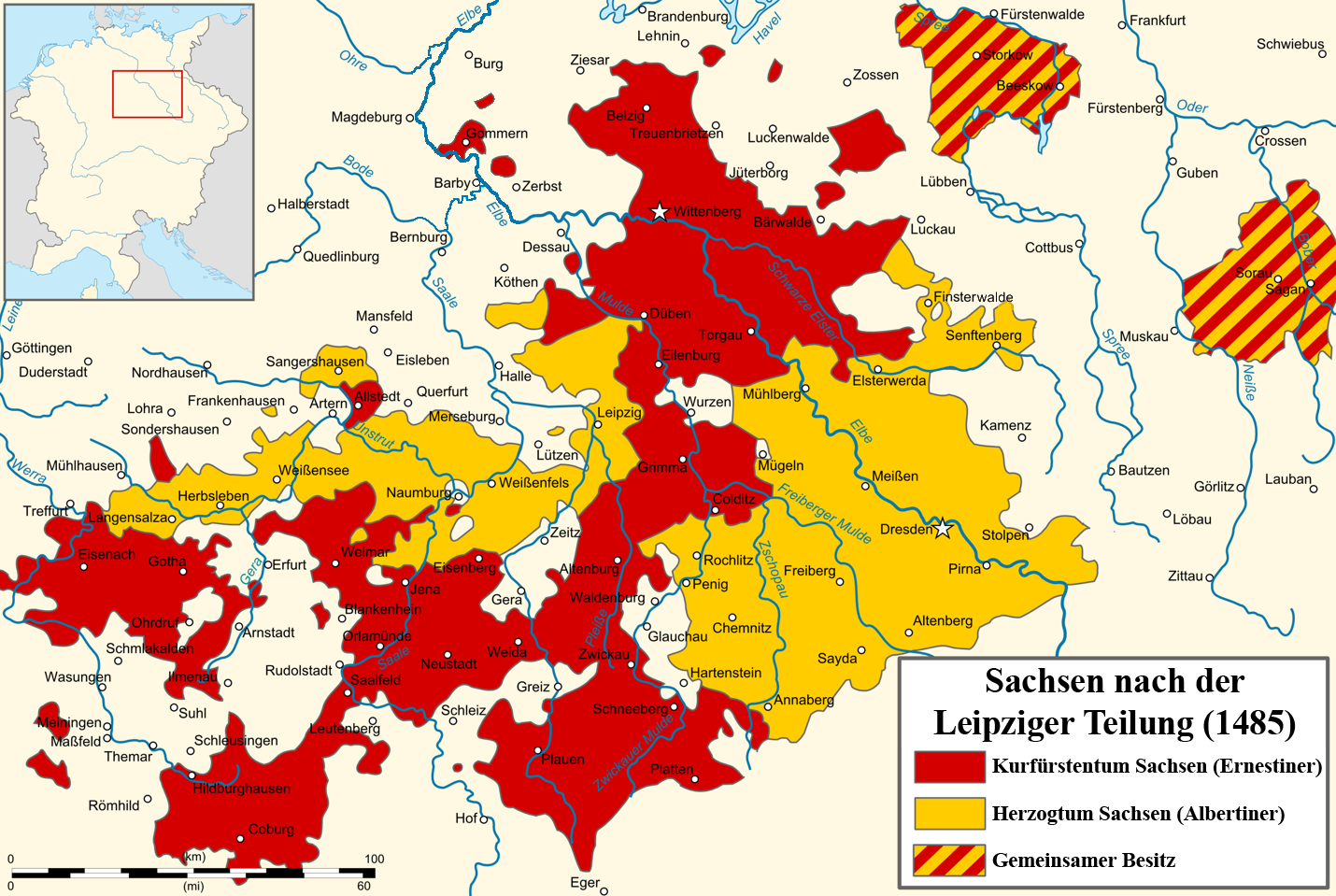
Karte der wettinischen Ländereien nach der Leipziger Teilung (1485)

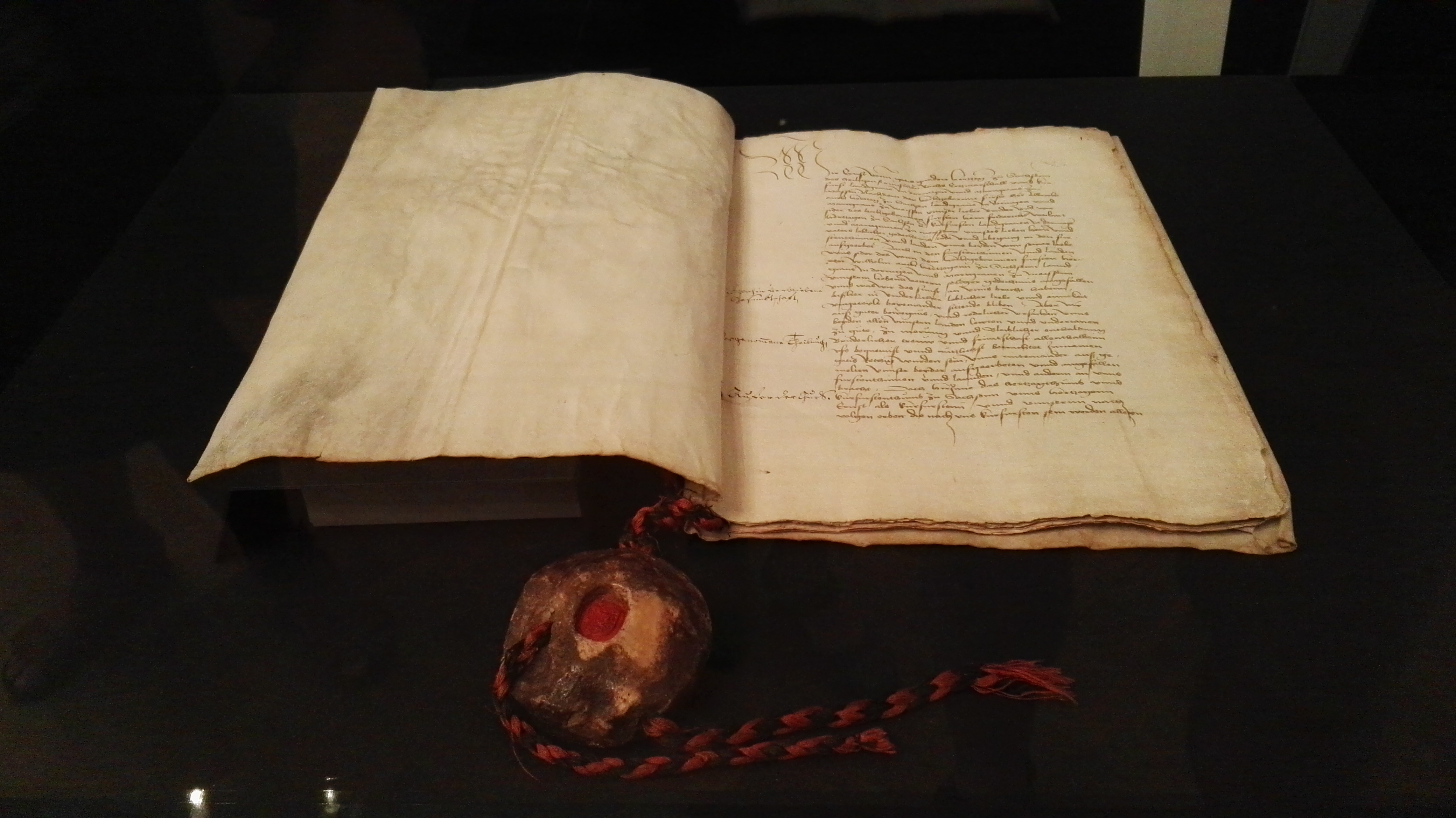
Rezess der Leipziger Teilung (Exemplar des Thüringer Landesarchivs)

Die Leipziger Teilung war eine mit Vertrag vom 11. November 1485 in Leipzig geregelte Landesteilung der Territorien der Wettiner. 

## Vorgeschichte
Nach dem Tode des Landgrafen von Thüringen Wilhelm III. im Jahr 1482 und dem dadurch bedingten Heimfall Thüringens an die seit dem Tod Kurfürst Friedrich II. im Jahr 1464 den wettinischen Besitz gemeinsam regierenden Brüder Ernst und Albrecht waren die wettinischen Besitzungen wieder vereinigt. Es kam jedoch zu Reibereien zwischen den Brüdern, in deren Verlauf wohl bald über eine Aufteilung der Zuständigkeiten nachgedacht wurde. Offensichtlich wurde schon 1483 und 1484 an entsprechenden Vergleichen gearbeitet.
Am 17. Juni 1485 wurde in Leipzig ein erster Teilungsvertrag zwischen den beiden Brüdern ausgehandelt. Albrecht sollte die Wahl der Landesteile und entweder Meißen oder Weimar überlassen werden. Dafür sollte er, unabhängig von seiner Wahl, seinem Bruder Ernst nach erfolgter Teilung 25.000 Gulden in zwei Jahresraten von je 12.500 Gulden zahlen. Angestrebt wurde ein Teilungstermin vor dem 29. September 1485.

## Inhalt des Vertrages vom 26. August 1485
Der Präliminärvertrag beinhaltet zwei Teilungsgebiete, den Weimarer Teil und den Meißner Teil. Weiterhin wird die Aufteilung der Schulden und zusätzlichen Einnahmen sowie Versorgungsrechte geklärt.
Der Weimarer Teil orientierte sich an dem Herzogtum Sachsen, dem größten Teil Thüringens, der Pflege Coburg, dem Pleißenland und einen Streifen Land zwischen dem Herzogtum Sachsen und dem Pleißenland mit den Städten Eilenburg, Grimma und Colditz.
Im Weimarer Teil werden 69 Städte und Dörfer aufgeführt. Dazu die Herrschaft von Schwarzburg und die Herrschaft von Gleichen. Danach werden auf zwei Seiten eine Vielzahl von Vogteien und Herren mit ihren Besitzungen genannt. Ernst stellt hier schon fest, dass der Meißner Teil der „Würdigere“ sei und der Inhaber dieses Teils dem Inhaber des Weimarer Teils 100.000 Gulden in vier jährlichen Raten zu je 25.000 Gulden zahlen soll.
Der Meißnische Teil orientierte sich an der Markgrafschaft Meißen, dem Osterland, einen Gebietsstreifen im nördlichen Thüringen mit Weißensee, Langensalza, Sangerhausen und die Abtei Quedlinburg. In der Einleitung stellt Ernst seinen Anspruch auf das Herzogtum Sachsen, mit dem die Kurwürde verbunden ist, voran. Das Fürstentum Sagan bleibt gemeinsamer Besitz. Weiterhin soll der Nutzen aus allen Bergwerken im Land beiden Brüdern zu gleichen Teilen zukommen. Ein Sonderfall ist das Bergbaugebiet Schneeberg/Neustädtel. Die dort gelegenen Bergwerke bis in einer Meile Umkreis werden einer gemeinsamen Verwaltung unterstellt.
Danach werden 57 Städte und Dörfer aufgezählt. Anschließend folgen die Grafschaften Stollberg, Hohenstein, Beichlingen, Querfurt und die Herren von Schönburg. Danach werden auf einer weiteren Seite Vogteien und eine große Zahl von Herren und ihren Besitztümern aufgezählt.
Im Anschluss werden die Schulden aufgerechnet. Im Weimarer Teil sind Ansprüche und Besitzungen im Wert von 49.306 Gulden und im Meißner Teil im Wert von 72.499 Gulden verpfändet. Die Differenz von 21.193 Gulden soll aus den Einkünften der gemeinsamen Güter beglichen werden. Die Summe von 20.000 Gulden, die man dem Markgrafen von Brandenburg Johann schuldet, sowie weitere Schulden und Verschreibungen, die teilweise vom Thüringer Landgrafen Wilhelm herrührten, sollen ebenfalls von beiden Brüdern zu gleichen Teilen getilgt werden. Die Schulden der Stadt Erfurt in Höhe von 60.000 Gulden gegenüber den Wettinern sollen bei Begleichung beiden Brüdern zu gleichen Teilen zustehen.
Geregelt wird auch der Unterhalt der Kurfürstin von Sachsen. Da ihr Leibgedinge im Weimarer Teil liegt, ist der Besitzer des Meißner Teils verpflichtet, jährlich 3810 Gulden zu ihrem Unterhalt zu zahlen. Das Gleiche gilt für die Versorgung der zweiten Frau Wilhelms, Katharina von Brandenstein, mit einer Summe von 150 Gulden jährlich.
Das in beiden Landesteilen anfallende Ungeld sollte zwei Mal im Jahr in Leipzig berechnet und zu zwei gleichen Teilen an die Brüder gehen. Zu gleichen Teilen gehen auch die Schutzgelder der Städte Görlitz, Mühlhausen, Nordhausen und Erfurt. Es wird auch ein gemeinsamer Schutz der Bischöfe von Meißen, Naumburg und Merseburg, sowie von deren Besitzungen vereinbart.
In der Schlusserklärung wird vermerkt, wenn einer der Brüder oder deren männliche Nachkommen ohne weitere männliche Nachkommen sterben, fällt dessen Landesteil an den Bruder oder dessen Erben.
Weiterhin wird vermerkt, dass dieser Vertrag mit der Unterschrift von Albrecht in Kraft tritt. Am 27. August 1485 übergab Ernst den versiegelten Vertrag seinem Bruder Albrecht.

## Vertrag vom 4. Oktober 1485
In einem am 4. Oktober 1485 in Leipzig auf Betreiben von Albrecht abgeschlossenen Vertrag wird die in vier jährlichen Raten zu zahlenden 100.000 Gulden auf 50.000 Gulden in zwei Raten zu je 25.000 Gulden reduziert. Die erste Zahlung soll auf den Tag genau nach Unterschrift des Vertrages vom 26. August 1485 erfolgen.

## Naumburger Schied
Am 25. Juni 1486 wurde im Naumburger Schied in 27 Punkten Unstimmigkeiten aus dem Teilungsvertrag zwischen Ernst und Albrecht aufgelistet. In der Folge wurden diese Unstimmigkeiten geklärt und vertraglich geregelt.

## Verzeichnis vom 29. April 1488
Am 29. April 1488 wurde in Leipzig Rechnung darüber gehalten, wann und wie viel Albrecht seinem Bruder Ernst und dessen Sohn Kurfürst Friedrich III. von den zugesagten 75.000 Gulden (25.000 Gulden für die Teilung und 50.000 Gulden für den Meißner Teil) gezahlt hat. Die erste Rate in Höhe von 38.500 Gulden wurde am 11. November 1486 gezahlt. Da nach dem Vertrag vom 26. August 1485 die erste Rate auf den Tag genau ein Jahr nach der Teilung fällig wurde, kann man den 11. November als Tag der Landesteilung annehmen. Nach der Abrechnung fehlten noch 6925 Gulden. Die sollte Albrecht am 18. Mai 1488 zahlen.
Da aber mit der schleppenden Zahlung bis 1488 und der noch offen stehenden Schuld der Vertrag vom 26. August nicht eingehalten wurde, ist deshalb auch der 11. November 1485 als Teilungsdatum nur eine Annahme. Ein urkundlich belegtes Datum gibt es nicht, da nach dem Vertrag vom 26. August 1485 keine weitere vertragliche Regelung zur Landesteilung mehr notwendig war.

## Auswirkungen
Nach den Verhandlungen über die Höhe der Zahlungen Albrechts an Ernst willigte Albrecht in den Vertrag ein. Ein Datum der Unterschrift ist nicht bekannt. Am 24. Februar 1486 bestätigte Kaiser Friedrich III. die „Teilung“ in Frankfurt am Main.
Auf Grundlage dieser Leipziger Teilung entstanden mit den Ernestinern und Albertinern zwei Linien des Hauses Wettin, die in einen zunehmenden Gegensatz zueinander gerieten (siehe auch Sächsische Münztrennung). Im Zuge des Schmalkaldischen Krieges ging 1547 in der Wittenberger Kapitulation mit der Übernahme des Herzogtums Sachsen die Kurwürde von den Ernestinern auf die Albertiner in Person des Herzogs Moritz von Sachsen über. Mit der Übernahme weiterer Landesteile blieben den Ernestinern nur Teile Thüringens und die Pflege Coburg. Das ernestinische Vogtland und ein kleines Gebiet um Platten im Erzgebirge gingen zudem an die böhmische Krone. Alle anderen im Teilungsvertrag aufgeführten Regelungen waren hinfällig.
Im Naumburger Vertrag vom 27. Februar 1554 trat Kurfürst August einige Landesteile, so die Gebiete um Altenburg und Eisenberg, an die Ernestiner ab.
Die Gebiete der Linie von Albert III. konnten über die Jahre zusammengehalten werden und gründeten 1806 das Königreich Sachsen. Die Ernestiner jedoch waren dabei nicht so erfolgreich und ihr Gebiet zersplitterte über die Jahrhunderte. Bei einer Neuordnung im Jahre 1826 gab es die vier Herzogtümer Sachsen-Meiningen, Sachsen-Coburg und Gotha, Sachsen-Altenburg und Sachsen-Weimar-Eisenach, welche 1920 zu Thüringen zusammengefasst wurden. Siehe auch: Thüringische Staaten
Die Leipziger Teilung gilt als die folgenschwerste Fehlentscheidung der sächsischen Geschichte. Langfristig ermöglichte die Schwächung des sächsischen Fürstentums den Aufstieg Brandenburg-Preußens zur Hegemonialmacht.